# Barb de l'Ebre
Barb de l'Ebre o Luciobarbus graellsii és una espècie de peix cipriniforme de la família dels ciprínids.

## Distribució
Es troba des dels drenatges de l'Ebre fins als del Ter al vessant mediterrani i cap a l'oest fins als drenatges del riu Asón, a la vessant atlàntica. Al voltant del 1998, va ser introduïda als drenatges del riu Fiora, Ombrone i Albegna, al centre d'Itàlia.

## Hàbitat
Viu en parts baixes i mitjanes dels rius, amb corrent lent. Preferèix àrees amb vegetació i amb els marges coberts. Per fer la fresa, migra riu amunt cap a àrees amb corrent més ràpid i amb llits de grava o pedra.

## Biologia
Viu fins als 16 anys. Fresa per primera vegada als 4 anys; aquesta es produeix entre maig i agost. Generalment s'alimenta d'algues i de petit invertebrats.